# Tecophilaeaceae
Classification APG III (2009)
Famille
La famille des Técophilaeacées regroupe des plantes monocotylédones. Elle comprend environ deux douzaines d'espèces réparties en 7-9 genres.
Ce sont des plantes herbacées, pérennes.

## Étymologie
Le nom vient du genre Tecophilaea donné par le botaniste italien Luigi Aloysius Colla (1766–1848) en hommage 
à sa fille, artiste botanique, Tecophila Colla-Billotti. Billotti qui trouva cette plante en 1836, en attribua le genre sur la suggestion du physicien et botaniste Carlo Luigi Giuseppe Bertero (1789-1831).

## Classification
En classification phylogénétique APG II (2003) cette famille inclut le genre Cyanastrum qui est accepté comme la famille Cyanastracées dans la classification classique de Cronquist (1981).

## Liste des genres
Selon World Checklist of Selected Plant Families (WCSP) (16 avr. 2010) :
- Conanthera Ruiz & Pav. (1802)
- Cyanastrum Oliv. (1891)
- Cyanella (en) Royen ex L. (1754)
- Eremiolirion (en) J.C.Manning & F.Forest (2005)
- Kabuyea (en) Brummitt (1998)
- Odontostomum Torr., Pacif. Railr. Rep. Parke (1857)
- Tecophilaea (en) Bertero ex Colla (1836)
- Walleria (en) J.Kirk (1864)
- Zephyra (en) D.Don (1832)

Selon Angiosperm Phylogeny Website (18 mai 2010) :
- Conanthera Ruiz & Pavon
- Cyanastrum Oliv.
- Cyanella Royen ex L.
- Odontostomum Torr.
- Tecophilaea (en) Bertero ex Colla
- Walleria J.Kirk
- Zephyra D.Don

Selon NCBI (16 avr. 2010) :
- Conanthera
- Cyanastrum
- Cyanella
- Kabuyea
- Odontostomum
- Tecophilaea
- Walleria
- Zephyra

Selon DELTA Angio (16 avr. 2010) :
- Conanthera
- Cyanella
- Lanaria
- Lophiola
- Odontospermum
- Tecophilaea
- Walleria
- Zephyra

## Liste des espèces
Selon World Checklist of Selected Plant Families (WCSP) (16 avr. 2010) :
- genre Conanthera Ruiz & Pav. (1802)
  - Conanthera bifolia  Ruiz & Pav. (1802)
  - Conanthera campanulata  Lindl. (1826)
  - Conanthera parvula  (Phil.) Muñoz-Schick (2000)
  - Conanthera trimaculata  (D.Don) F.Meigen (1893)
  - Conanthera urceolata  Ravenna (1988)
- genre Cyanastrum Oliv. (1891)
  - Cyanastrum cordifolium  Oliv. (1891)
  - Cyanastrum goetzeanum  Engl. (1900)
  - Cyanastrum johnstonii  Baker (1898)
- genre Cyanella Royen ex L. (1754)
  - Cyanella alba  L.f. (1782)
  - Cyanella aquatica  Oberm. ex G.Scott (1991)
  - Cyanella cygnea  G.Scott (1991)
  - Cyanella hyacinthoides  Royen ex L., Gen. Pl. ed. 5 (1754)
  - Cyanella lutea  L.f. (1782)
  - Cyanella orchidiformis  Jacq. (1790)
  - Cyanella ramosissima  (Engl. & Krause) Engl. & K.Krause (1921)
- genre Eremiolirion J.C.Manning & F.Forest (2005)
  - Eremiolirion amboense  (Schinz) J.C.Manning & Mannh. (2005)
- genre Kabuyea Brummitt (1998)
  - Kabuyea hostifolia  (Engl.) Brummitt (1998)
- genre Odontostomum Torr., Pacif. Railr. Rep. Parke (1857)
  - Odontostomum hartwegii  Torr., Pacif. Railr. Rep. Parke (1857)
- genre Tecophilaea Bertero ex Colla (1836)
  - Tecophilaea cyanocrocus  Leyb. (1862)
  - Tecophilaea violiflora  Bertero ex Colla (1836)
- genre Walleria J.Kirk (1864)
  - Walleria gracilis  (Salisb.) S.Carter (1962)
  - Walleria mackenziei  J.Kirk (1864)
  - Walleria nutans  J.Kirk (1864)
- genre Zephyra D.Don (1832)
  - Zephyra compacta  C.Ehrh. (2001)
  - Zephyra elegans  D.Don (1832)

Selon NCBI (16 avr. 2010) :
- genre Conanthera
  - Conanthera biflora
  - Conanthera campanulata
  - Conanthera trimaculata
- genre Cyanastrum
  - Cyanastrum cordifolium
- genre Cyanella
  - Cyanella capensis
  - Cyanella hyacinthoides
- genre Kabuyea
  - Kabuyea hostifolia
- genre Odontostomum
  - Odontostomum hartwegii
- genre Tecophilaea
  - Tecophilaea cyanocrocus
  - Tecophilaea violiflora
- genre Walleria
  - Walleria gracilis
  - Walleria mackenzii
- genre Zephyra
  - Zephyra elegans